# Обыкновенная пангасия
Обыкновенная пангасия (лат. Pangasius pangasius) — вид лучепёрых рыб семейства пангасиевых (Pangasiidae).

## Описание
Обыкновенная пангасия может вырасти до 3 метров. Спина серая, брюшко с лёгким серебристым отливом. Плавники бывают от серых до чёрных.
Рыба питается водорослями, водными растениями, планктоном, ракообразными и насекомыми.
Обыкновенная пангасия обитает в пресных и солоноватых водах Южной и Юго-Восточной Азии: в Индии, Мьянме и Пакистане. Также завезена в Камбоджу и Вьетнам.
Эта рыба съедобна. Её филе могут продавать под названием «морской язык» (хотя пангасии не живут в море), но настоящий морской язык — это европейская солея. Однако обычно под названиями «морской язык» или «пангасиус» (иногда также «акулий сом») продаётся рыба Pangasianodon hypophthalmus (в её отношении название «морской язык» тоже ошибочно).
Часто содержится в аквариумах, как и другие виды пангасий.